# Klaus Barbie
Nikolaus 'Klaus' Barbie (Bad Godesberg, 25 de outubro de 1913 — Lyon, 25 de setembro de 1991) foi um oficial da SS nazista, conhecido pela brutalidade com que torturava os seus prisioneiros, o que lhe rendeu o epíteto de "carniceiro de Lyon" ou "o açougueiro de Lyon". Foi um dos responsáveis operacionais pelo Holocausto.
Após a guerra, os serviços de inteligência dos Estados Unidos o recrutaram, e ajudaram em sua fuga para a Bolívia. Mais tarde, o Serviço de Inteligência da Alemanha Ocidental o recrutou. Barbie é suspeito de ter participado do golpe de Estado boliviano orquestrado por Luis García Meza, em 1980.
Após a queda da ditadura, Barbie perdeu a proteção do governo de La Paz e em 1983 foi extraditado para a França, onde foi condenado por crimes contra a humanidade. Ele morreu de câncer na prisão, em 1991.

## Vida
Nikolaus Klaus Barbie nasceu numa pequena localidade situada no vale do Reno, no estado da Renânia do Norte. Foi recrutado para a SS no dia 26 de setembro de 1935. Em 1940 foi enviado para Haia, onde foi responsável por capturar os refugiados políticos alemães nos Países Baixos e o povo judeu. Em 1942, Klaus Barbie foi enviado para Dijon e, no mês de novembro do mesmo ano, para Lyon, onde assumiu a direção da Gestapo.
Durante este período, Barbie, foi responsável por dois dos atos mais infames cometidos pelos Nazistas na França. O primeiro foi o assassinato de Jean Moulin, o braço-direito de Charles de Gaulle e responsável por unir a Resistência Francesa. Após ter unido a Resistência Francesa, Moulin, se deslocou a Lyon para encontrar-se com os chefes da Resistance Lyonnaise. Graças à denúncia de um companheiro de Moulin, Klaus Barbie consegue encontrar Moulin. Depois de preso em Montluc, Moulin foi torturado por um dos homens de Barbie e, provavelmente, pelo próprio Barbie e deixado no pátio da prisão. Passada uma semana, Moulin, sucumbiu às suas feridas. O próprio Klaus Barbie admitiu mais tarde que nunca o teria capturado se não tivesse tido a ajuda de René Hardy, um dos companheiros de Moulin.
O segundo crime foi a destruição de um campo onde se escondiam crianças judias. Todas com idades inferiores a 14 anos. As 44 crianças se refugiaram em Izieu, uma pequena aldeia perto de Lyon. Barbie, decidido a cumprir o programa nazista chamado solução final da questão judia, que consistia no extermínio do povo judeu e na elevação do povo ariano, encontrou as crianças, que foram depois deportadas para Auschwitz, o mais cruel campo de extermínio da história da Segunda Guerra Mundial. Nenhuma destas crianças sobreviveu.

### Crueldade
Os atos de Barbie que mais chocaram a sociedade foram os de tortura durante os interrogatórios. Oficiais da Gestapo espancavam os prisioneiros para assegurar que estes não reagissem durante o interrogatório, e os deixavam sozinhos por horas. Os prisioneiros mais destemidos e que se recusassem a falar eram sujeitados a chicoteadas, amputações, fome e aos temidos "banhos" — estes "banhos" consistiam em manter os prisioneiros debaixo d'água até desmaiarem. Caso insistissem no silêncio, eram reanimados, interrogados e novamente submergidos. Os testemunhos deixados por algumas das suas vítimas não deixam quaisquer dúvidas sobre a crueldade e o prazer com que executava os atos de tortura.
No fim da ocupação alemã em Lyon em setembro de 1944, Barbie, que havia contraído uma doença venérea, se viu obrigado a partir para um hospital na Alemanha. Já na viagem em direção ao hospital, Barbie, deu ordens à Gestapo para assassinar todos os 70 prisioneiros deixados na prisão de Montluc. Depois de se recuperar da sua doença, Barbie saiu do hospital e o seu paradeiro permaneceu desconhecido durante 40 anos.

## Pós-guerra

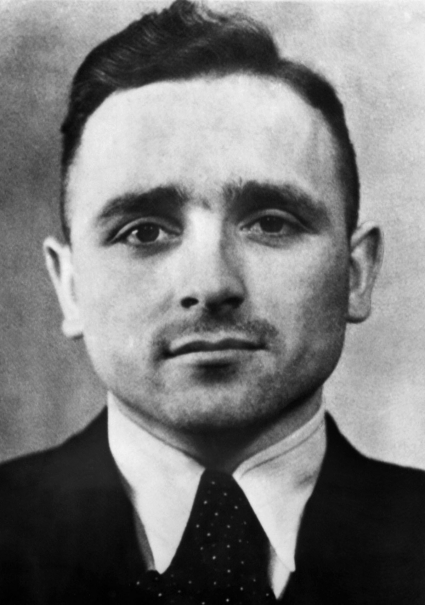
Klaus Barbie.

Barbie tornou-se agente do serviço secreto norte-americano em 1947, no mesmo ano em que foi julgado à revelia na França pelos seus atos criminosos e condenado à pena de morte. Sua fuga se deu por uma Ratline organizada pelos EUA. Em seguida se instalou na Bolívia e colocou suas competências ao serviço da ditadura do General Luis García Meza. Dispôs de um passaporte diplomático e se deslocou à Europa, sob o nome de Klaus Altmann para negociar a compra de veículos militares destinados a reprimir as manifestações da oposição.
Klaus Barbie foi identificado em 1971 graças a Serge e Beate Klarsfeld, um filho de um deportado assassinado em Auschwitz e uma alemã, que se incumbiram de procurar todos os acusados de crimes de guerra que haviam saído impunes da 2ª Guerra Mundial.
No entanto, só em 1983, após a reposição da democracia sob o governo de Hernán Siles Zuazo, foi extraditado para França. Em 1987, foi dado início ao seu julgamento na cidade de Lyon, e foi acusado de 177 crimes contra a humanidade e condenado à prisão perpétua. No total, foi responsabilizado pela deportação de pelo menos 843 pessoas.
Durante o julgamento, Klaus Barbie não deu sinais de arrependimento dos seus atos, afirmando o seu contentamento por ter salvo a França de um regime socialista disse a frase "Vocês têm de me inocentar".
Barbie morreu de leucemia na prisão de Lyon em 25 de setembro de 1991, 4 anos depois do pronunciamento de sua sentença.
No final de 2014 foi publicado um livro em La Paz que divulga cartas enviadas ao seu melhor amigo na Bolívia, Álvaro de Castro.